# 太陽貞女宮
太陽貞女宮（Acllahuasi），另又意譯為太陽神貞女院及太陽神貞女館，音譯為「阿克利亞瓦西」，意為「入選少女的宮院」，印加帝國用以供給侍奉太陽神因蒂的「貞女」居住的建築物。
被選入太陽貞女宮的貞女，都被印加人視為太陽神因蒂的妻子，會獲派去為薩帕·印卡侍寢，又或者終身保持童貞。
除此之外，太陽貞女宮的貞女，還負責向薩帕·印卡、王后製造衣服飾物，以及向印加各大提供器物飲食等等。
太陽貞女宮的守衞森嚴，不許男子進入，違者處死。

## 發展概況
印加人所興建的太陽貞女宮，以位於國都庫斯科的最為重要，另外，印加王為了表示恩寵及賜予特權，在帝國境內的重要省份，也會建造多座太陽貞女宮，規格與科斯科城的相似。至於分佈情況，則是在安地斯高原和秘魯中部海岸地區。秘魯北部海岸地區，雖然已入印加帝國版圖，但由於當地的反抗情緒較大，因而有學說指出，印加朝廷禁止在該區建立太陽貞女宮，因為但凡貞女都有機會懷有印加王的孩子，倘若懷有敵意的人成為貞女，或許會造成危險。

## 建築結構
修建太陽貞女宮的材料為石材，佔地很廣，四周有高牆包圍，使外界無法看到其內部情況。太陽貞女宮內生活舒適，裝飾得如同印加王的宮殿及神廟那般富麗豪華。
至於太陽貞女宮內部的細緻情形，以國都庫斯科的一座為例，據西班牙統治時期的印加人印卡·加西拉索·德拉維加親自看見後憶述，宮裡有一條可容兩人通行的狹窄巷道，巷道穿過整座宮院，兩旁有許多少房間，那就是宮中的工作間，當僕人的婦女在那裡做活計。巷道盡頭最裡邊的房間，就是太陽的妻子所在之處，那裡任何人不得進入。宮院有一主門，這裡稱為正門，只有王后駕臨和接納進宮作貞女的女孩時才打開。巷道的起點是宮中的便門，通常有二十個守門宦官，把宮中需運出的東西從二道門取出，把需要運進宮中的東西送到二道門。

## 守衞
太陽貞女宮的守衞相當森嚴。據《印卡王室述評》提到，宮中巷道起點的便門，通常大約有二十個守門宦官，由閹人擔當。他們不得越過，即使有人命令他們內進也不行，違者處死。而宮內的每個房間門口，又各有幾名看門婦把守。如果有男子闖入，不但該人要處死，連護衞官員亦有相同下場。後來西班牙征服者進入印加境內的卡哈斯城（Caxas）時，就看到三個被處死並倒吊示眾的男子屍體，他們處死的原因就是企圖闖入太陽貞女宮。

## 進宮的太陽貞女

### 入選資格
太陽貞女入選時的歲數，是在八歲左右，以確保她們仍是處女。至於挑選的資格，是根據其血統和姿容。在國都庫斯科的太陽貞女宮，據印卡·加西拉索·德拉維加所說，入選該宮的貞女是印加王族的女性，外來血統的女子則不得選入。至於庫斯科以外其他地區的太陽貞女宮，則選進各種各樣的女性，包括王室女子及外族女子。

一旦出宮為印加王侍寢的女子，由於已經破身，因而不能回宮，只能在王宮充當王后侍女或僕人，直到被辭退後，才能回到故鄉，享有殷勤侍奉。

### 編制
太陽貞女宮的規模相當龐大，通常有1500位貞女或以上。為此，太陽貞女宮有著自身的組織與架構，來管理如此龐大數量的貞女。其中較重要的是稱為「瑪瑪庫納」（意為「應盡母親職責的婦女」）的成年婦女，即女官。她們當中，有出任貞女宮主管，有出任新入宮者的老師，教她們敬神儀式和手工，諸如紡線、織布、縫衣，有些負責守門護院，有總管宮內所需，收發所需物品。

### 宮中生活

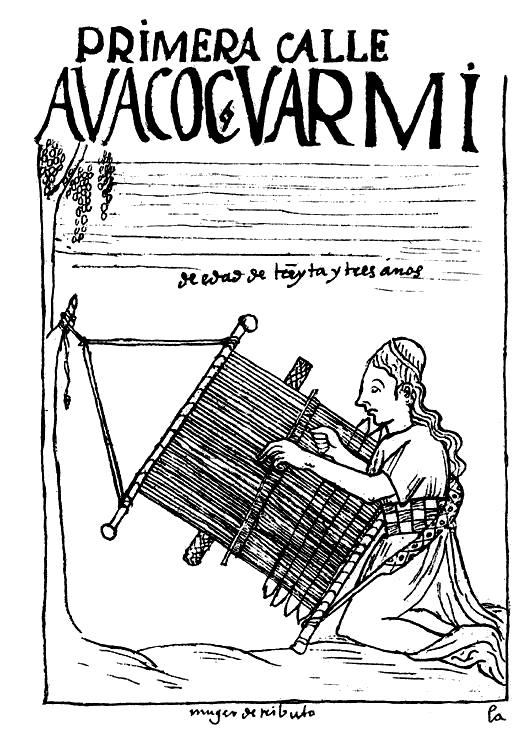
印加婦女紡織圖

太陽貞女宮裡的女性是奉獻給印加太陽神因蒂當妻子的，守護著祭司交給她們的「聖火」，使之永不熄滅。除此之外，她們一生幽居，嚴格規定不許和外間的男女相見或交談，只有王后及其女兒會入內，與貞女們談話，並了解她們的生活。
太陽神貞女從事的主要勞作是紡線織布，為印加王、王后製作衣物，以及祭典中獻給太陽神因蒂的精致衣物，另外又會替宗室人員製作一種稱為「派查」（Paicha）的小流蘇。此外，她們又會在宮中預備飲食，在節日慶典中使用，例如釀製一種稱為「吉查」（Chicha）的玉米酒，以供應給大大小小的國家典禮及軍事、勞役活動。
除了從事生產各種衣物飲食，宮中的貞女又會按照出身及容貌，分成若干等級：Yulac Aclla，是印加王族的太陽神貞女，負責祭拜；Wailulu Aclla是最美麗的太陽神貞女，會獲印加王挑選成為妻子或嬪妃；Paco Aclla是印加王為了表示的臣下的謝意，送給他們作妻子的太陽神貞女（亦有人士反對這種說法，如印卡·加西拉索·德拉維加）；Taki Aclla是負責唱歌、演奏樂器的太陽神貞女，在宮廷慶典中出場表演；Yanas Aclla是容貌不夠美的太陽神貞女，她們負責照顧其他貞女及上述的紡織工作。
貞女們在太陽貞女宮受到莫大的尊榮，衣食上是無憂的，因為印加朝廷設有掌官宮、總管家和膳食官協助打理，並提供僕役。而宮中使用的餐具、杯子都用金銀製成，如同太陽神廟、王宮一樣。

## 在印加社會裡的意義
太陽貞女宮在印加社會裡，具有不可忽視的作用。太陽神貞女雖然是太陽神因蒂及印加王的妻子，但由於她們不停在宮中製造日用品，因而使之成為盛產全國最高級奢侈品的工廠。此外，在軍事上，太陽貞女宮亦起到實際作用，就是當印加軍隊經過時，宮中就會供應糧食及玉米酒。換言之，太陽貞女宮就像是軍隊的補給站，對維持國家治安扮演重要角色。